# دیداری‌شنیداری
دیداری‌شنیداری یا سمعی‌بصری، به آثار دارای هر دوی عناصر شنیداری و دیداری اشاره دارد، که می‌تواند به تهیه و تولید اینگونه آثار، یا ابزاری که برای ارائهٔ اینگونه آثار به کار می‌رود نیز اشاره داشته باشد.
تجهیزات دیداری-شنیداری فرایندهای مورد استفاده در تلویزیون، فیلم‌ها، ویدئوها و چندرسانه‌ای‌ها (بازی‌ها، اینترنت، و غیره) را شامل می‌شود.
دیداری-شنیداری شامل حوزه‌های مختلفی می‌شود از جمله حوزه‌های مرتبط با صنعت (سازندگان تجهیزات صدا و تصویر، بازار فیلم و تلویزیون، و غیره)، حوزه‌های سازمانی (مراجع تنظیمی و نظارتی، مدیریت و ادارهٔ تولید، بایگانی و مستندسازی، و غیره)، حوزه‌های آموزشی (آموزش از طریق فیلم و تلویزیون، کارآموزی، و غیره) و فرهنگی (هنرهای خلاق، انتقادی، جشن‌ها، و غیره).
یک پرزنتیشن حرفه‌ای نیز می‌تواند با یک دستگاه نمایش، پرتوافکن (پروژکتور) و یک برنامه مثل پاوِرپُینت پخش شود.

## تاریخچه
تاریخچهٔ دیداری-شنیداری با تاریخ سینما، صدا و تلویزیون می‌پیوندد. به نظر می‌رسد که اولین تعریف عبارت این بوده باشد: «هر چیزی که کتاب نباشد، حتی واقع‌بینانه‌تر، هر سندی که به ماشین خواندن نیاز داشته باشد.» برای کتابداران، مواد دیداری-شنیداری، رسانه‌های ضبط‌شده و پخش صدا و تصویر ایستا یا پویا است. آن‌ها با اختراع گرامافون توسط توماس ادیسون در سدهٔ ۱۹ میلادی به ظهور رسیدند.
امروزه یک اثر دیداری-شنیداری بر پایهٔ محتوایش (برنامه تلویزیونی، مستند، ویدئو، غیره) یا بر پایهٔ قواعد جاری یک کشور (مثلاً سازمانی که مسئولیت تعریف این آثار را داشته باشد) تعریف می‌شود. منابع دیداری-شنیداری می‌توانند به عنوان منبعی برای تاریخ‌نگاران باشند.